# Mary Saxer
Mary Saxer (ur. 21 czerwca 1987 w Buffalo) – amerykańska lekkoatletka, tyczkarka.

## Osiągnięcia
| Rok  | Impreza                   | Miejsce | Lokata      | Wynik |
| ---- | ------------------------- | ------- | ----------- | ----- |
| 2012 | Halowe mistrzostwa świata | Stambuł | 14. miejsce | 4,30  |
| 2014 | Halowe mistrzostwa świata | Sopot   | 8. miejsce  | 4,55  |

Medalistka mistrzostw USA oraz mistrzostw NCAA.

## Rekordy życiowe
- Skok o tyczce (stadion) – 4,70 (2013)
- Skok o tyczce (hala) – 4,71 (2014 i 2016)